# دوروثي شرودر
دوروثي شرودر (بالإنجليزية: Dorothy Schroeder)‏ هي لاعبة كرة قاعدة أمريكية، ولدت في 11 أبريل 1928 في تشامبيغن في الولايات المتحدة، وتوفي بنفس المكان في 8 ديسمبر 1996 بسبب أم الدم داخل القحف.